# Dumdasanapura, Gundlupet
Dumdasanapura là một làng thuộc tehsil Gundlupet, huyện Chamarajanagar, bang Karnataka, Ấn Độ.